# Gerolimenas
Gerolimenas  este un oraș în Grecia în Prefectura Laconia.